# TransferJet
TransferJet è un protocollo ideato da Sony per la trasmissione di dati per contatto o a una distanza massima di 3 cm.
Si basa sul principio di induzione di un campo elettrico. Possiede una velocità teorica di trasferimento dati di 560 Mbps ed effettiva di 375Mbps.